# Infodumping
 (mai 2025).
La mise en forme du texte ne suit pas les recommandations de Wikipédia : il faut le « wikifier ».
Les points d'amélioration suivants sont les cas les plus fréquents. Le détail des points à revoir est peut-être précisé sur la page de discussion.
- Les titres sont pré-formatés par le logiciel. Ils ne sont ni en capitales, ni en gras.
- Le texte ne doit pas être écrit en capitales (les noms de famille non plus), ni en gras, ni en italique, ni en « petit »…
- Le gras n'est utilisé que pour surligner le titre de l'article dans l'introduction, une seule fois.
- L'italique est rarement utilisé : mots en langue étrangère, titres d'œuvres, noms de bateaux, etc.
- Les citations ne sont pas en italique mais en corps de texte normal. Elles sont entourées par des guillemets français : « et ».
- Les listes à puces sont à éviter, des paragraphes rédigés étant largement préférés. Les tableaux sont à réserver à la présentation de données structurées (résultats, etc.).
- Les appels de note de bas de page (petits chiffres en exposant, introduits par l'outil «  Source ») sont à placer entre la fin de phrase et le point final[comme ça].
- Les liens internes (vers d'autres articles de Wikipédia) sont à choisir avec parcimonie. Créez des liens vers des articles approfondissant le sujet. Les termes génériques sans rapport avec le sujet sont à éviter, ainsi que les répétitions de liens vers un même terme.
- Les liens externes sont à placer uniquement dans une section « Liens externes », à la fin de l'article. Ces liens sont à choisir avec parcimonie suivant les règles définies. Si un lien sert de source à l'article, son insertion dans le texte est à faire par les notes de bas de page.
- La présentation des références doit suivre les conventions bibliographiques. Il est recommandé d'utiliser les modèles {{Ouvrage}}, {{Chapitre}}, {{Article}}, {{Lien web}} et/ou {{Bibliographie}}. Le mode d'édition visuel peut mettre en forme automatiquement les références.
- Insérer une infobox (cadre d'informations à droite) n'est pas obligatoire pour parachever la mise en page.

Pour une aide détaillée, merci de consulter Aide:Wikification.
Si vous pensez que ces points ont été résolus, vous pouvez retirer ce bandeau et améliorer la mise en forme d'un autre article.
 (mai 2025).
L'infodumping ( Surcharge Informative ) est l'action de fournir une trop large quantité d'informations à la fois. Le terme a été utilisé pour la première fois en 1979, dans une conférence intitulé : " The Proceeding of The Southeast.
Avec le temps, le terme a été adopté dans le contexte de la littérature (en particulier dans la science-fiction ) ainsi que par la communauté autiste.
En ce qui concerne la littérature, il s'agit d'une surcharge d'informations, que l'on peut croiser dans les romans d'écrivains débutants ou dans les livres de science-fiction considérés comme difficiles.
Pour ce qui est de l'autisme, « l'infodumping » est compris comme un élément de l'expression autistique, en particulier en ce qui concerne leurs sujets d'intérêt,,. 

L'infodumping est également associé au trouble déficitaire de l'attention avec hyperactivité.
1. ↑  (en) « Info-dump, N. » , Oxford English Dictionary, Oxford UP, juillet 2023 (DOI 10.1093/OED/3631480232, consulté le 5 juin 2024)
2. ↑  (en) « infodump », Oxford Reference (consulté le 5 juin 2024)
3. ↑  (en) « Glossary », Reframing Autism (consulté le 5 juin 2024)
4. ↑  Nelson, « An Analysis of Self-published Novels by Autistic Authors as a Form of Advocacy », Ought: The Journal of Autistic Culture, vol. 3, no 2,‎ 25 mai 2022 (ISSN 2833-1508, DOI 10.9707/2833-1508.1090, lire en ligne)
5. ↑  (en) Chloe Farahar, The Routledge international handbook of critical autism studies, London New York, NY, 1, coll. « Routledge international handbooks », 2023 (réimpr. 2022) (ISBN 978-1-003-05657-7), « Autistic identity, culture, community, and space for well-being »
6. ↑  (en) Cola, Zampella, Yankowitz et Plate, « Conversational adaptation in children and teens with autism: Differences in talkativeness across contexts », Autism Research, vol. 15, no 6,‎ 2022, p. 1090–1108 (ISSN 1939-3792, PMID 35199482, PMCID 9167260, DOI 10.1002/aur.2693)
7. ↑  Meghan Leahy, « Advice | My daughter with ADHD often needs to 'info dump.' How do we manage? », Washington Post,‎ 8 novembre 2022 (lire en ligne)